# Venă cubitală mediană
În anatomia umană, vena cubitală mediană (sau vena bazilică mediană) este o venă superficială a membrului superior.  Este foarte relevant din punct de vedere clinic, deoarece este utilizat în mod obișnuit pentru venipunctură (prelevarea de sânge) și ca loc pentru o canulă intravenoasă. Conectează vena bazilică și cefalică și devine proeminent atunci când se aplică presiune. Se află în fosa cubitală superficială la nivelul aponevrozei bicipitale.
Există o variabilitate mare a venei cubitale mediane. Mai frecvent, vena formează un model H, venele cefalice și bazilice formând părțile laterale. Alte forme includ un model M, unde vena se ramifică spre venele cefalice și bazilice.

## Imagini suplimentare

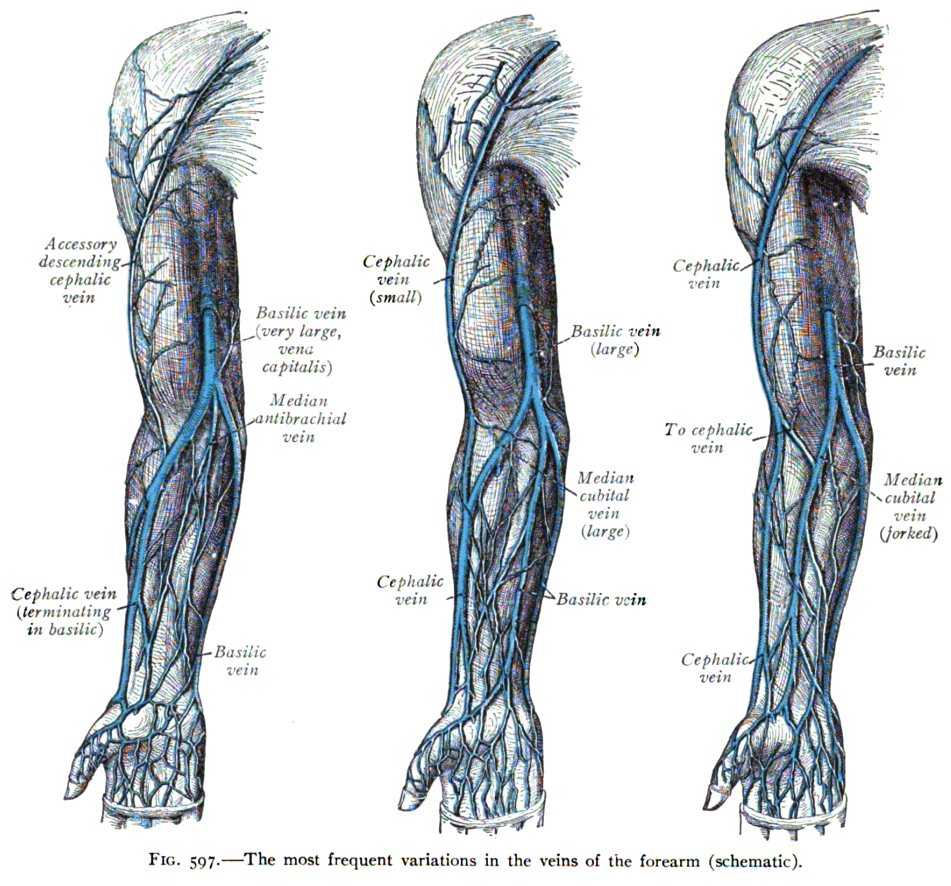
Cele mai frecvente variații ale venelor antebrațului (schematic).

Imagini de disecție
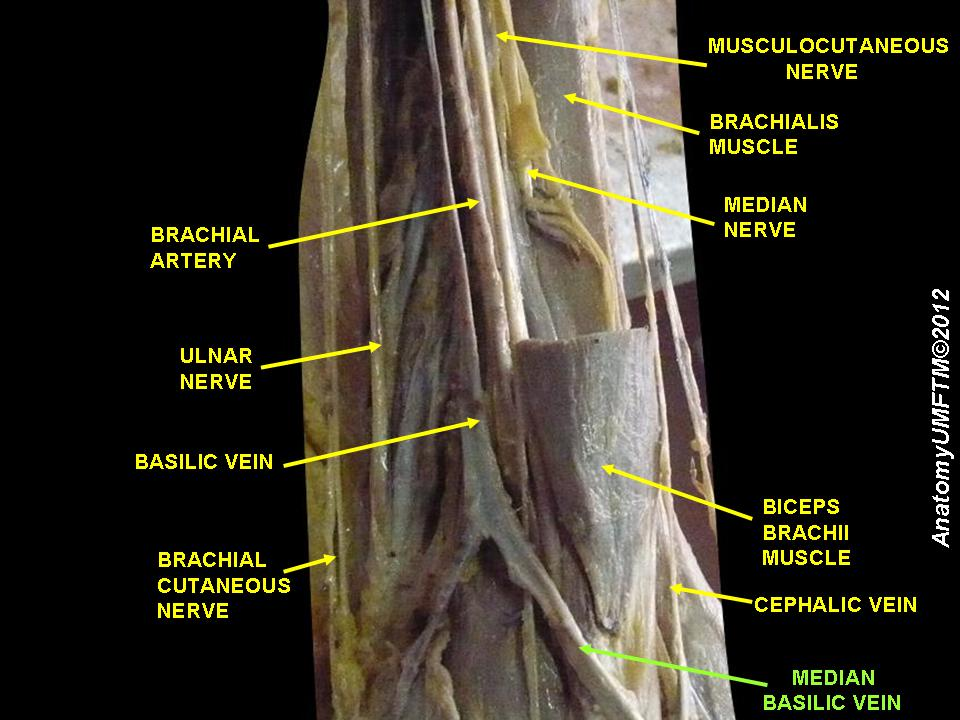
Vena bazilică mediană